# William Clarke (triatleta)
William Clarke (Cambridge, 31 de enero de 1985) es un deportista británico que compitió en triatlón. Ganó una medalla de oro en el Campeonato Mundial de Triatlón por Relevos Mixtos de 2012.

## Palmarés internacional
| Campeonato Mundial por Relevos Mixtos | Campeonato Mundial por Relevos Mixtos | Campeonato Mundial por Relevos Mixtos | Campeonato Mundial por Relevos Mixtos |
| Año                                   | Lugar                                 | Medalla                               | Prueba                                |
| ------------------------------------- | ------------------------------------- | ------------------------------------- | ------------------------------------- |
| 2012                                  | Estocolmo (Suecia)                    | Medalla de oro                        | Relevo mixto                          |